# Nobody Knows (Cotton Green)
Nobody Knows is de derde cd van de band Cotton Green. Deze mini-cd wordt in 2002 in eigen beheer uitgebracht. Het album is deels opgenomen in Studio Digit van Klaas Akkermans in Buitenpost, deels in Studio Giekerk.

## Bezetting

### Cotton Green
- Klaas Akkermans – zang, contrabas
- Gerdien Leguijt: viool, zang
- Wyger Smits – zang, gitaar
- Wander van Duin – zang, gitaar, banjo, mandoline, mondharmonica

### Gastmuzikanten
- Andries van Wieren – drums, percussie
- Arjan Kiel – piano, orgel
- Eric Schippers - percussie

## Tracklist
1. Love Of My Life (Dave Kincaid)
2. Secrets (Klaas Akkermans, Gerdien Leguijt, Wyger Smits, Wander van Duin)
3. Springtime (Klaas Akkermans, Gerdien Leguijt, Wyger Smits, Wander van Duin)
4. Nobody Knows (Rodney Dillard)